# Chefette
Chefette ist die größte nationale Schnellrestaurantkette im karibischen Inselstaat Barbados.

## Geschichte
Chefette wurde 1972 von Assad John Haloute gegründet, der ein Jahr zuvor aus Syrien nach Barbados migriert war. Vor Eröffnung des ersten Chefette-Restaurants gab es in Barbados kein Fast Food.
1989 versuchte die US-amerikanische Fast-Food-Kette McDonald’s, in Barbados Fuß zu fassen. Mangelndes Verständnis der Vorlieben der Bevölkerung und geschicktes Marketing des Marktführers Chefette führten dazu, dass sich McDonald’s nach 16 Monaten aus dem barbadischen Markt zurückzog.
In den 2000er-Jahren gab Assad Haloute die Geschäftsführung an seinen Sohn Ryan ab.
Im Juli 2010 eröffnete das Unternehmen seine 14. Filiale. Zu diesem Zeitpunkt erteilte CEO Ryan Haloute einer Expansion ins Ausland eine Absage. Die Expansion war zuvor von der Politik gefordert worden. 2012 wurde Chefette vom US-amerikanischen Reisemagazin Travel + Leisure als „Top Fast Food Chain“ geführt. 2012 hatte das Unternehmen 800 Mitarbeiter und betrieb 25 Filialen. 2016 kritisierte Alafia Samuels, Direktor des Chronic Disease Research Centre an der University of the West Indies, Chefette für Werbung, die explizit Kinder ansprechen sollte. 2019 wurde Assad Haloute für seine Verdienste um das barbadische Gastgewerbe zum Knight Bachelor ernannt.
2023 war Chefette Teil einer Werbekampagne des barbadischen Tourismusministeriums. Im Rahmen der auf die Vereinigten Staaten zielenden Kampagne betrieb die Firma Foodtrucks in New York und Boston. Die Kampagne wurde im kleinen Barbados teils begeistert, teils kontrovers aufgenommen.
Die aus Barbados stammende Sängerin Rihanna bezeichnete Chefette als ihre Lieblings-Fast-Food-Kette.

## Unternehmen

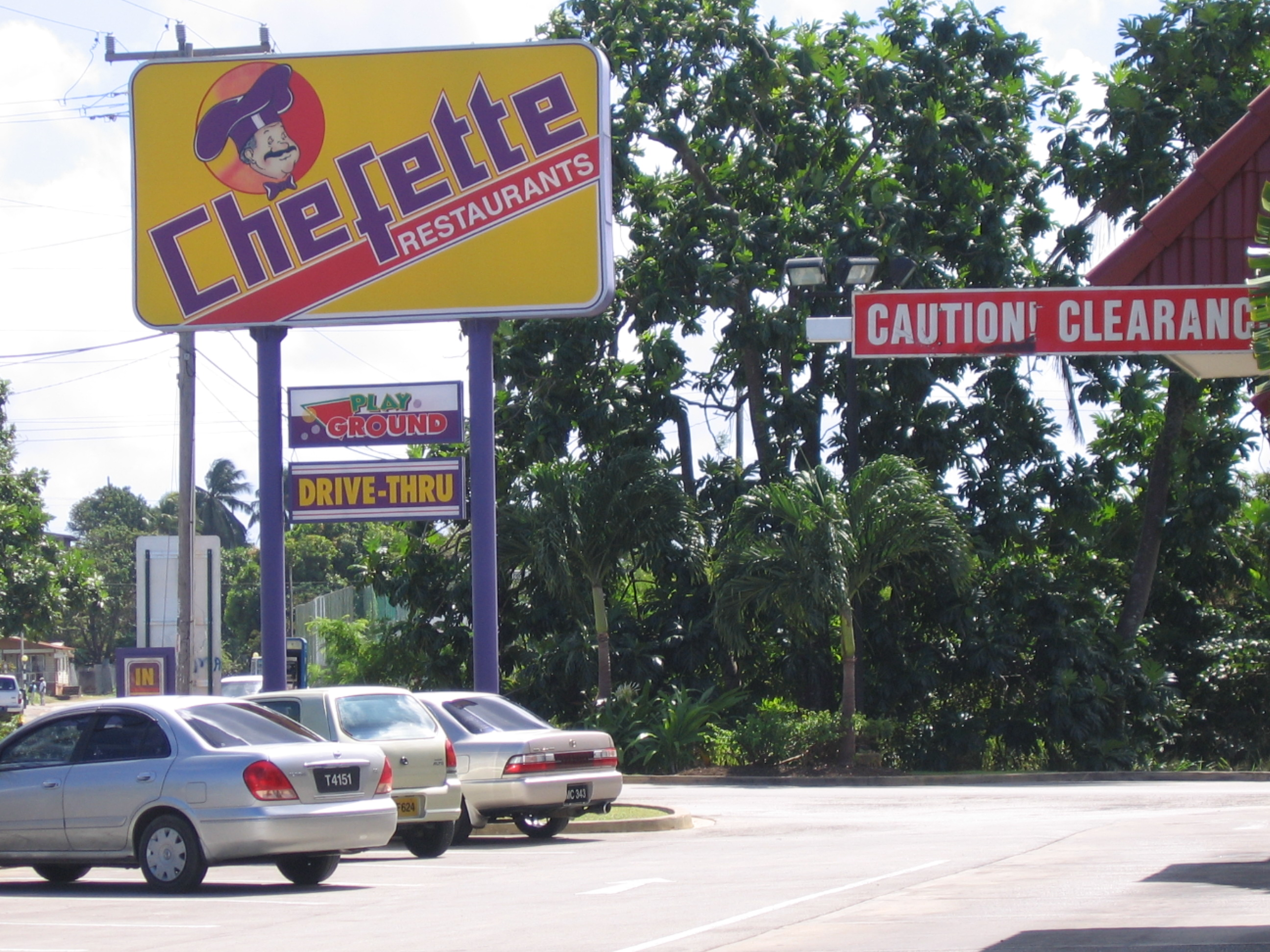
Werbeschild der Chefette-Filiale in Speightstown

Cheffette betreibt Stand 2025 in Barbados 15 Filialen sowie zwei Fast-Casual-Restaurants unter dem Namen „Barbecue Barn“. Neun der Chefette-Filialen verfügen über Spielplätze. Die Kette betreibt einen Lieferdienst für Online-Bestellungen. Chefette ist die größte Fast-Food-Kette in Barbados; auf Platz 2 folgt Kentucky Fried Chicken mit 6 Filialen.
Chefette kauft seine Zutaten bei lokalen Quellen ein und produziert zusätzlich einige Zutaten über die Ausgründung Chef Food Manufacturing selbst.
Seit 2013 fördert das Unternehmen einen von Olga Lopes-Seale gegründeten Fun Run mit mehreren Tausend Teilnehmern, bei dem jährlich Spendengelder für karitative Organisationen eingeworben werden. Das Unternehmen ist außerdem Sponsor und Namenspatron der seit 1957 jährlich auf Barbados ausgetragenen Rallye MudDogs June Safari.

## Angebot
Die Speisekarte ist in allen Restaurants der Kette identisch. Angeboten werden unter anderem frittiertes Hühnerfleisch, Pizza, Rotis und Sandwiches. Die Rotis werden auch tiefgefroren für die Zubereitung zu Hause verkauft. Weiterhin gibt es ein Frühstücksangebot mit Eierspeisen, Pfannkuchen, Würstchen und frittierten Kochbananen.
Das von Chefette verkaufte Essen ist nicht günstig. In den 2000er-Jahren war es in Barbados ein Statussymbol (der unteren Einkommensschichten), sich ein Essen bei Chefette leisten zu können.